# 维利·布吕德林
维利·布吕德林（德語：Willy Brüderlin，1894年10月20日—？），瑞士男子赛艇运动员。他曾代表瑞士参加1920年夏季奥林匹克运动会赛艇比赛，获得男子四人单桨有舵手金牌。